# Над Сантьяго йде дощ (фільм)
«Над Сантьяго йде дощ» (фр. Il pleut sur Santiago, болг. Над Сантяго вали) — кінофільм спільного  Франко  —  болгарського виробництва про  події 1973 р. у Чилі. Назвою фільму було обрано  пароль до початку військового заколоту Збройних Сил проти президента  Сальвадора Альєнде.

## Сюжет
В 1970 р. в ході  виборчої кампанії з'ясовується, що безсумнівним переможцем стає кандидат від Народної єдності Сальвадор Альєнде.  Праві  консервативні кола в уряді та армії до останнього моменту затягують оголошення перемоги президента-соціаліста, обговорюючи можливість усунути його конституційним шляхом або за допомогою перевороту. Однак вони змушені визнати підтримку Сальвадора Альєнде з боку переважної більшості чилійців і відмовляються від збройного шляху.
У 1971 р. за участю  ЦРУ починається як національна, так і міжнародна кампанія з економічного придушення Чилі: великі підприємці  саботують виробництво, американські корпорації вивозять за безцінь чилійські корисні копалини, міжнародні фінансові організації заморожують свої операції з Чилі. Уряд Альєнде починає  націоналізацію мідних родовищ і намагається припинити страйки транспортників, фінансистів і медичних працівників. Робочі встановлюють самоврядування на саботованих їхніми власниками виробництвах.
У 1973 р., раптово перервавши спільні з  американським флотом вчення, кораблі  ВМФ Чилі повертаються в Вальпараїсо. З цього і  розпочинається заколот, покликаний зірвати плебісцит про довіру президентові Альєнде. Тим часом у сухопутних частинах Збройних Сил Чилі починаються арешти і розстріли «неблагонадійних» ( комуністів, Соціалістів тощо), котрі відмовляються приєднатися до заколоту проти уряду.
Члени  студентського союзу Технічного університету закликають чинити опір  фашистському перевороту, озброюються і організовують оборону в будівлі університету. Після кількох невдалих спроб штурму солдатам все ж вдається заарештувати студентів, що залишилися без патронів .
Ткачі на одній з самоврядних фабрик будують  барикади і намагаються запобігти просуванню військових. Однак проти них кидають танки, і керівник оборони фабрики, рятуючи людей, наказує здатися. Його, як  марксиста і дезертира з числа солдатів, що перейшов на бік робітників, тут же розстрілюють.
У той же час, отримавши звістку про  державний переворот, Сальвадор Альєнде зі своїми товаришами прямує у президентський палац Ла-Монеда. Після відкидання президентом декількох пропозицій здатися і в «повній безпеці покинути країну» починається штурм. Президент Альєнде зачитує своє останнє звернення до чилійського народу, після чого наказує вивести всіх беззбройних і поранених з президентського палацу і приєднується до оборони. Після бомбардування починається останній штурм Ла-Монеда, під час якого президент Альєнде гине, прикриваючи товаришів.
Увечері того ж дня на стадіон з усіх кінців Сантьяго звозять заарештованих, де над ними знущаються офіцери. Співак закликає всіх ув'язнених співати «Venceremos», показуючи тим самим, що військова хунта не зможе зломити народ. Спершу його ніхто не підтримав, але коли його побили і вивели на арену і змусили співати знову, всі схоплені заспівали «Venceremos!» Але замовкли, коли співака почали знову бити.
Наступного ранку ректори всіх університетів були замінені військовими, викладачі не наважувалися розповідати далі Платона, почалися масові арешти серед інтелігенції, будь-кого, названого «комуністом» або «марксистом», розстрілювали на місці, а на вулицях почали спалювати «марксистську» літературу.

## У ролях
- Джон Еббі — агент ЦРУ;
- Бібі Андерссон — Моніка Кальве;
- Рікардо Куччолла — Оліварес;
- Андре Дюссолье — Хьюго;
- Бернар Фрессон — Міністр;
- Моріс Гаррель — Йорг;
- Анні Жирардо — Марія Оліварес;
- Анрі Пуер — Піночет;
- Найчо Петров — Сальвадор Альєнде;
- Любомир Димитров — Рауль;
- Жан-Луї Трентіньян — Сенатор ;
- Коста Цонев;
- Теодор Йоруков;
- Нікола Тодєв;
- Міхаіл Міхайлов;
- Гєоргій Стоянов;